# Schollevaarseiland

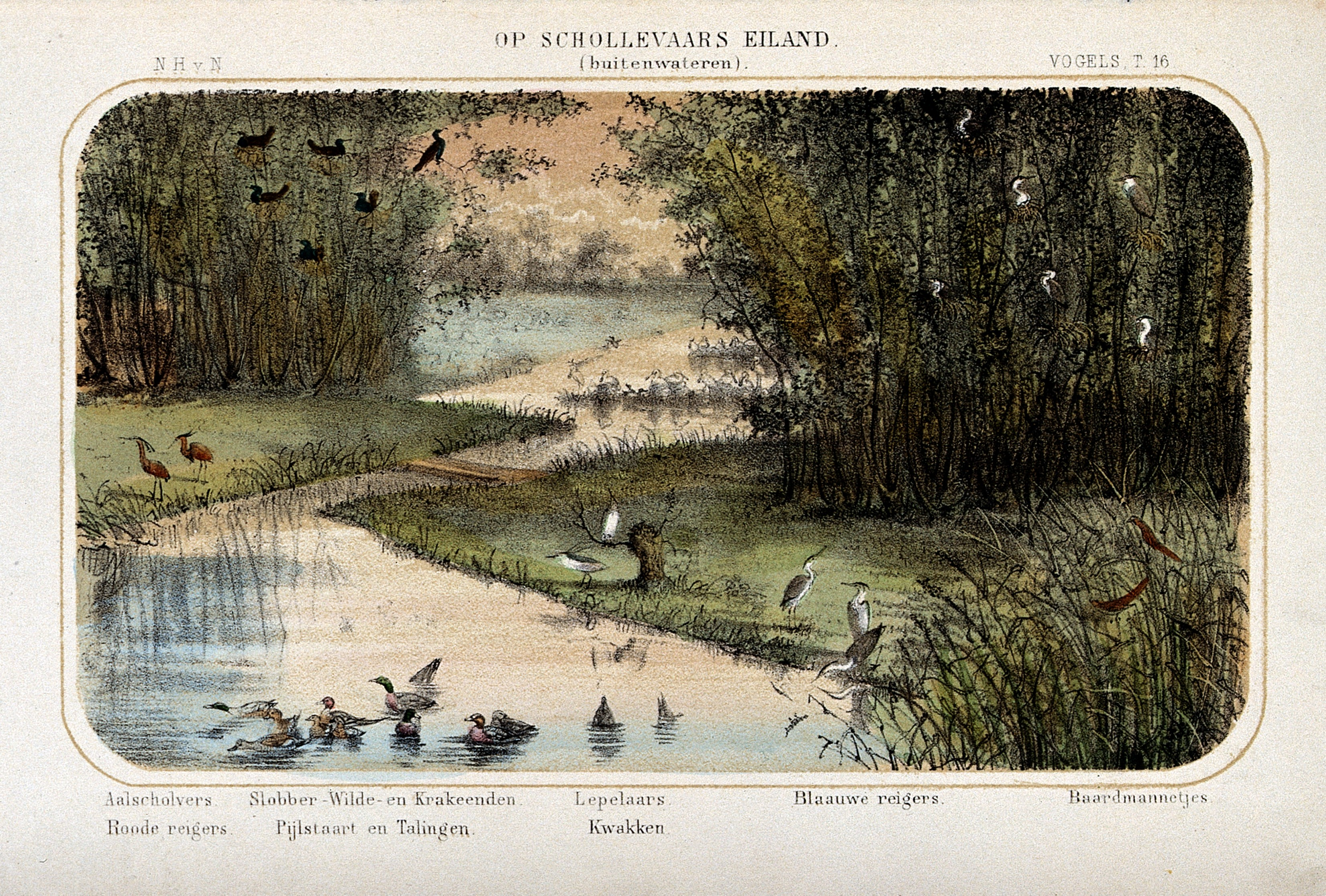
vogels op Schollevaarseiland.

Het Schollevaarseiland was vroeger een eiland in het Zuid-Hollandse veenplassengebied bij Zevenhuizen. Het was vooral bekend vanwege het voorkomen van grote kolonies moerasvogels, waaronder aalscholvers. Aalscholvers werden vroeger schollevaars genoemd. Met de inpoldering van de Prins Alexanderpolder in 1874 is het Schollevaarseiland verdwenen. Op de plaats van het eiland bevindt zich tegenwoordig de Rotterdamse woonwijk Zevenkamp.

## Ontstaan en verdwijning
Op de plaats van het Schollevaarseiland bevond zich tot de zeventiende eeuw een meer, het IJsselmeer. Dit IJsselmeer lag in de Wollefoppenpolder. In 1634 werd het meertje met dijken omringd en drooggemalen. De winning van turf uit laagveen werd in die tijd steeds belangrijker voor de brandstofvoorziening. In het drooggemalen meer zelf kon geen veen worden afgegraven, maar wel in het omringende gebied. Dat werd in de loop der tijd geheel afgegraven en verdween vervolgens onder water. Het meer veranderde daardoor in een eiland te midden van uitgestrekte veenplassen. Dit eiland kreeg de naam Schollevaarseiland.
Het Schollevaarseiland heeft tot in de negentiende eeuw bestaan. Toen werd het gehele gebied van de zogenaamde “Kleine Plassen” van Schieland ingepolderd en ontstond de Prins Alexanderpolder. In het gebied komt dan de land- en tuinbouw en veeteelt tot ontwikkeling. Aan het eind van de zeventiger jaren van de twintigste eeuw verandert het gebied nogmaals dramatisch van karakter, ditmaal door verstedelijking.

## Ontstaan en verdwijning in kaarten
Aan de hand van enkele kaarten, uit 1611, 1684, de 18e eeuw, 1830 en 1859 kan de geschiedenis van het Schollevaareiland zichtbaar worden gemaakt.

### 1611
In 1611 verscheen een overzichtskaart van het hoogheemraadschap van Schieland in 13 bladen van de hand van Floris Balthasar.

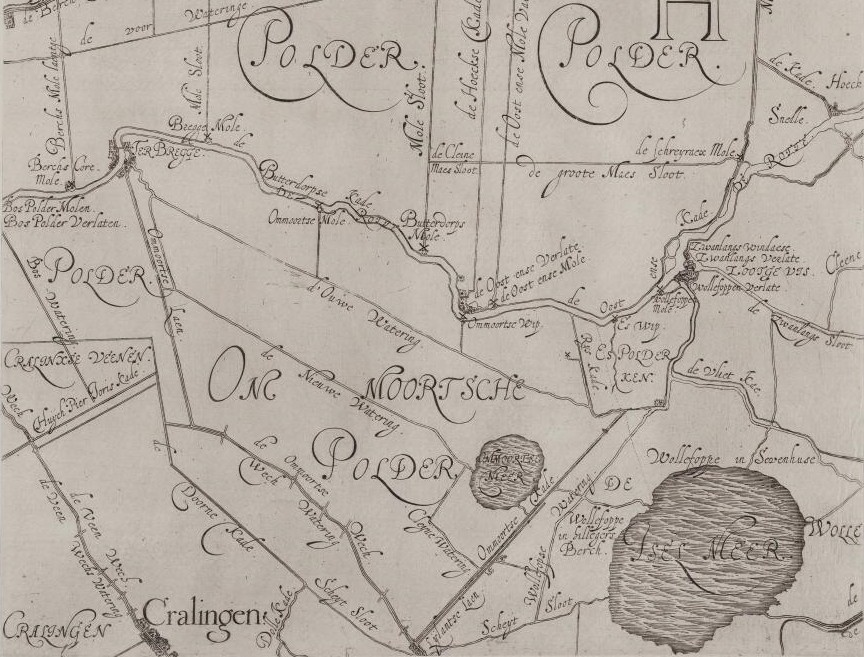
1611

Op het detail uit het 5e kaartblad (Bleiswijk en Zevenhuizen) is linksonder Kralingen zichtbaar. Rechtsonder is het IJsselmeer afgebeeld.

### 1684
In 1684 verscheen een overzichtskaart van “het hooge heemraedt schap van Schielandt” van de hand van Jan Stampioen, in 9 delen, uitgegeven bij Abraham van Hoorn te Rotterdam.

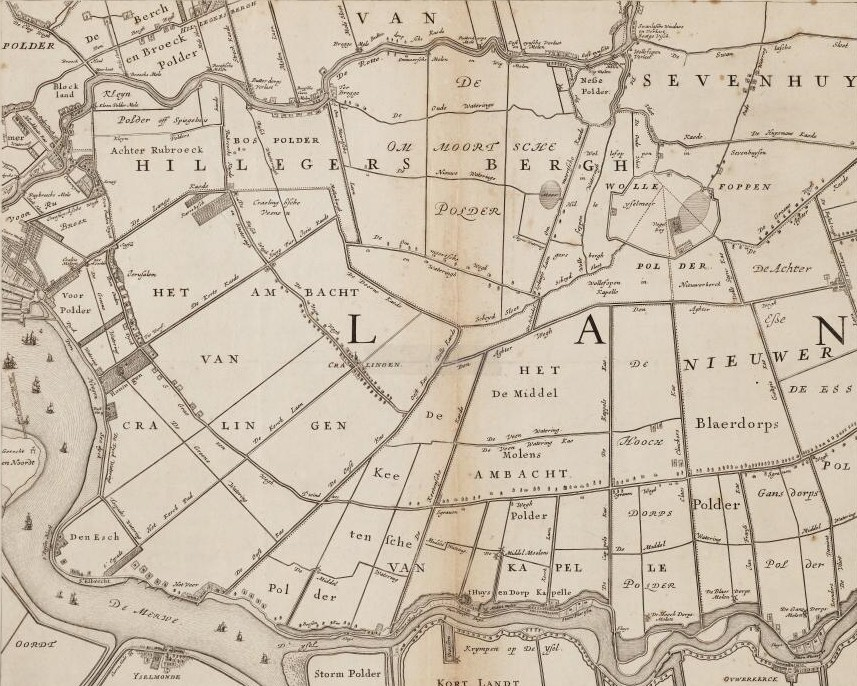
1684
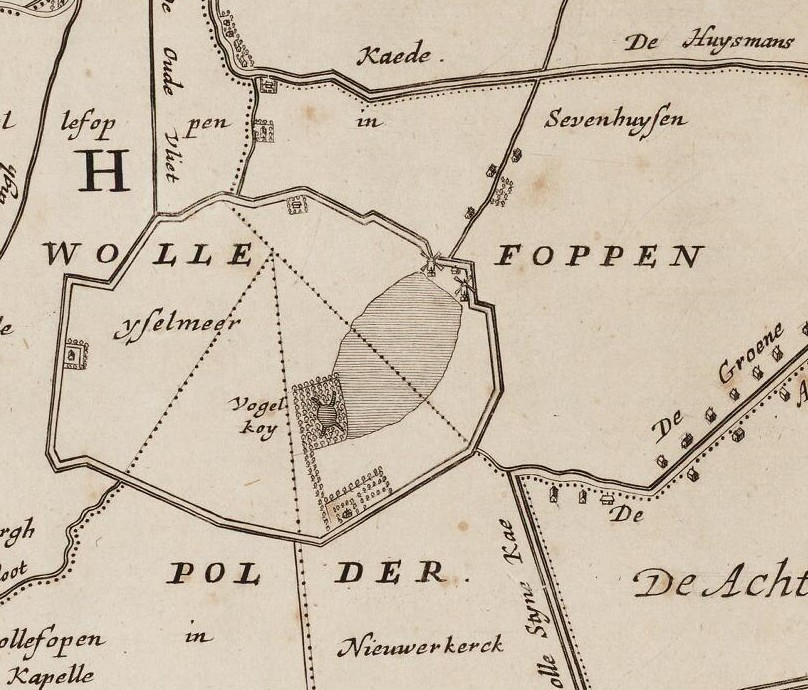
1684, detail

Op de afbeelding van het 8e kaartblad is links een stukje van Rotterdam te zien. Rechtsboven zien we het dan inmiddels bedijkte, en grotendeels drooggemalen IJsselmeer. Op de detailafbeelding is de dijk rond het IJsselmeer (met twee molens) in de Wollefoppenpolder goed zichtbaar.

### 1750
In de 18e eeuw (waarschijnlijk rond 1750) tekende Isaak Tirion uit Amsterdam zijn Nieuwe kaart van Schieland en Krimper Waard.

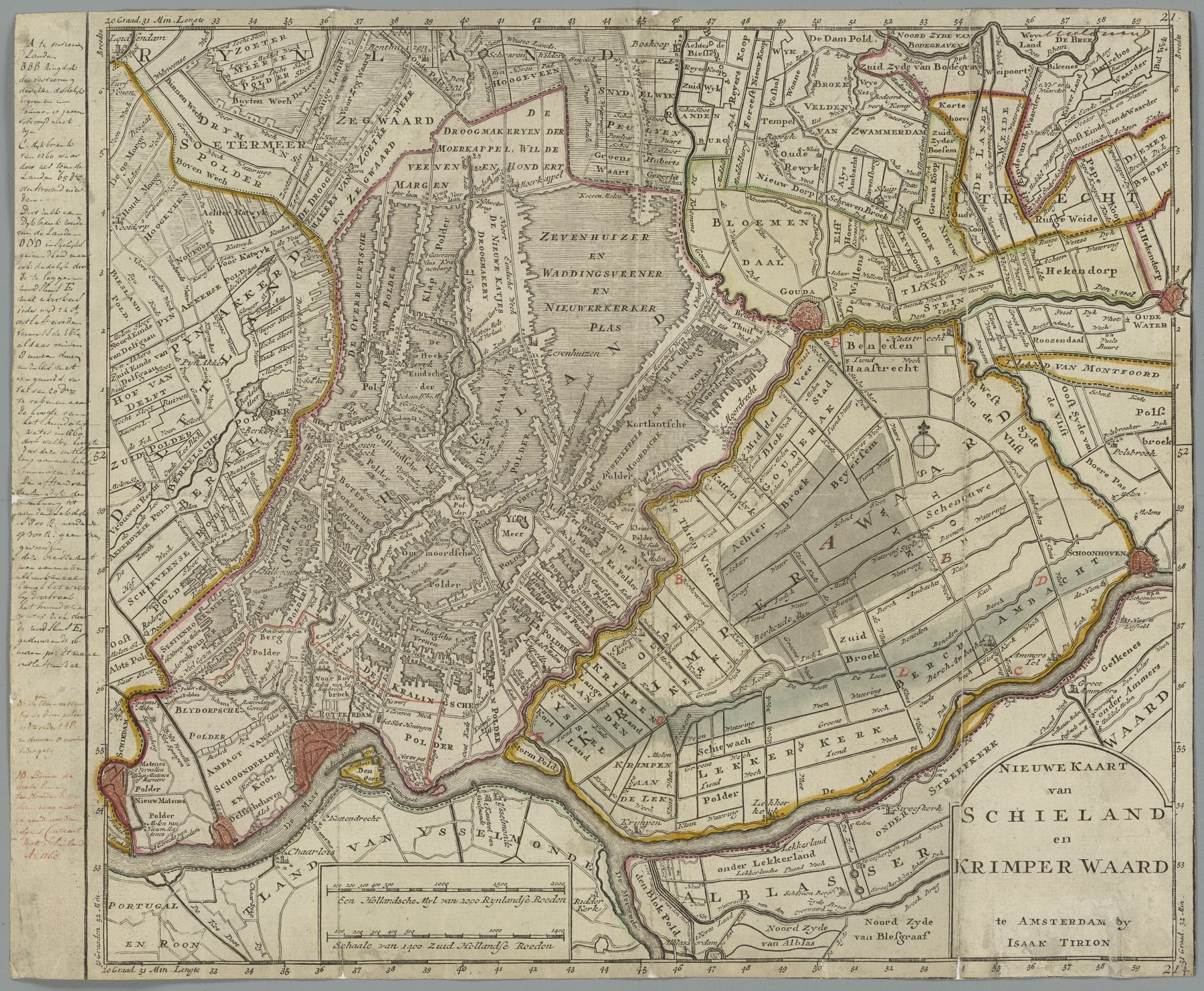
1750
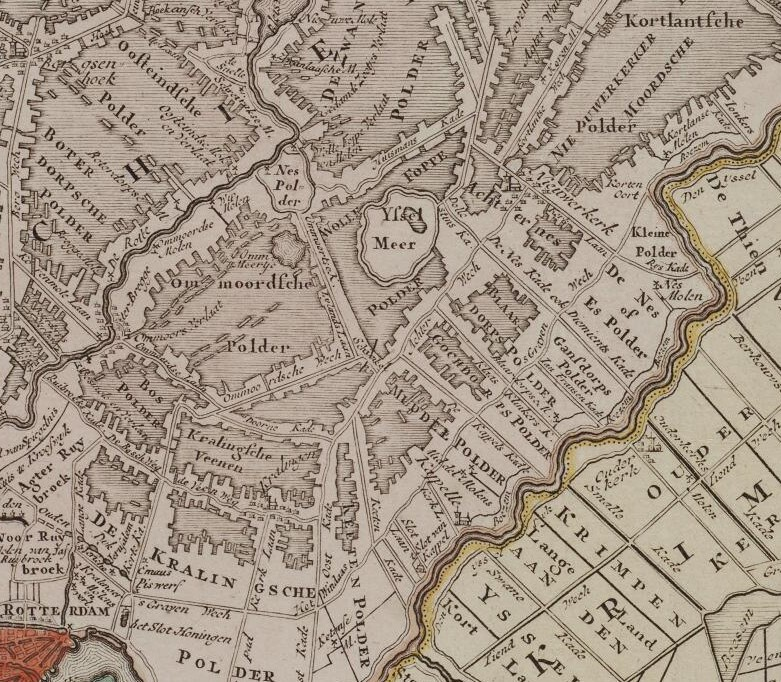
1750, detail

Op het overzicht is goed te zien hoe het gehele gebied tussen Rotterdam en Gouda leeggegraven wordt. Op het detail is het IJsselmeer nog te zien, maar langzaam wordt het een eiland, omringd door plassen, die zijn ontstaan door het afgraven van het veen.

### 1830
In 1830 tekende J. M. Brillenburg een kaart van het hoogheemraadschap van Schieland, “naar de kaart van J.A. Scholten Hzn”
.

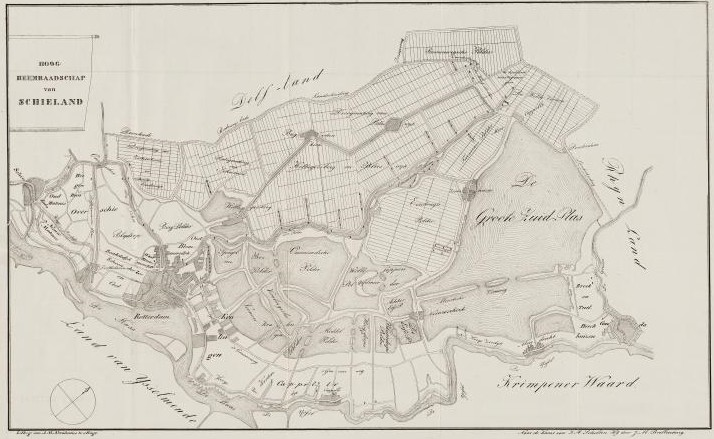
1830
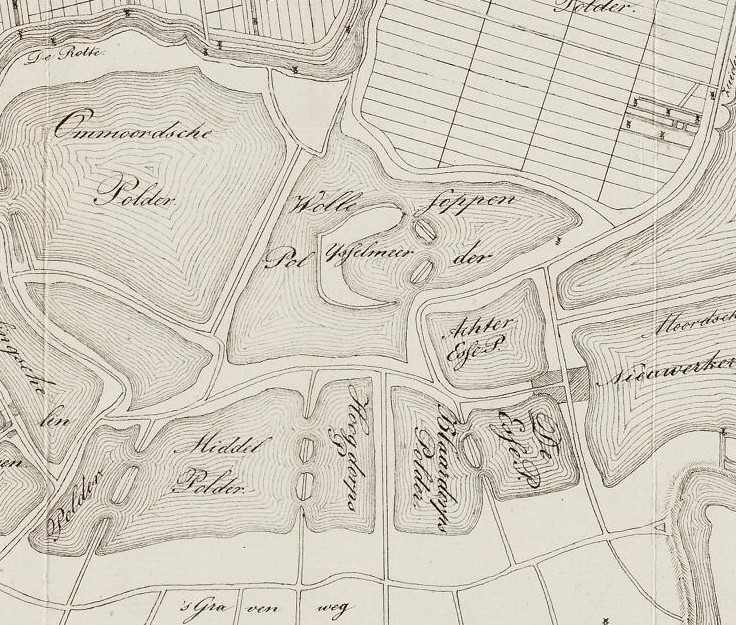
1830, detail

Op de overzichtskaart zien we tussen Rotterdam en Gouda een groot aantal plassen. De detailafbeelding van de Wollefoppenpolder toont een ringvormig eiland, dat merkwaardigerwijs nog steeds de naam IJsselmeer draagt.

### 1859
In 1859 maakte J. A. Beijerinck, hoofdingenieur van de Waterstaat een plan voor de droogmaking van de zoogenaamde Kleine Plassen in Schieland, het veenplassengebied ten noordoosten van Rotterdam. De Zuidplaspolder, iets verder naar het noordoosten in de richting van Gouda, was toen al drooggelegd. Bij dit plan hoorde een kaart
.

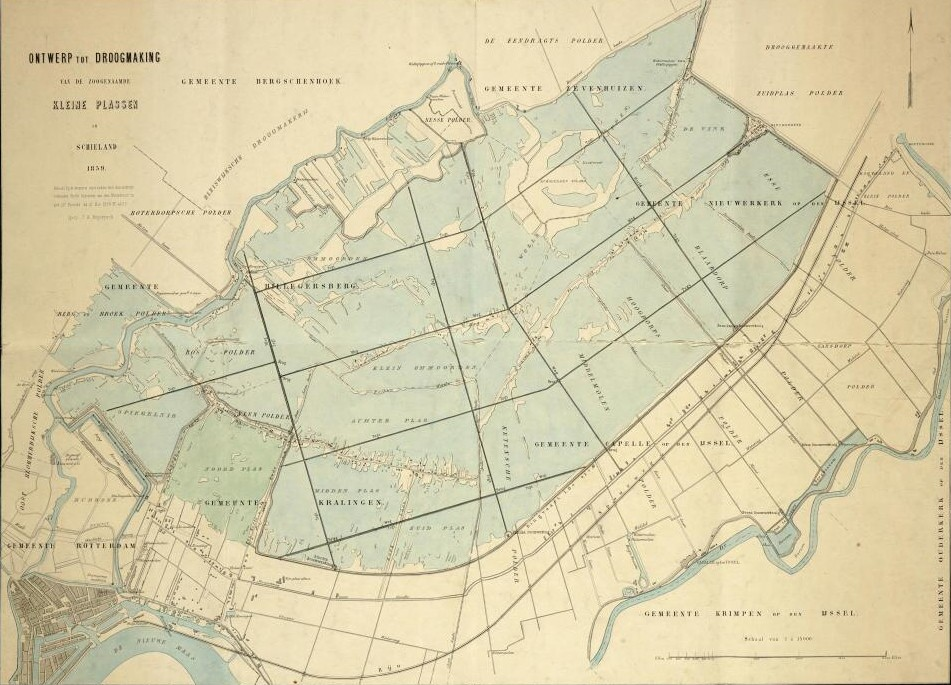
1859
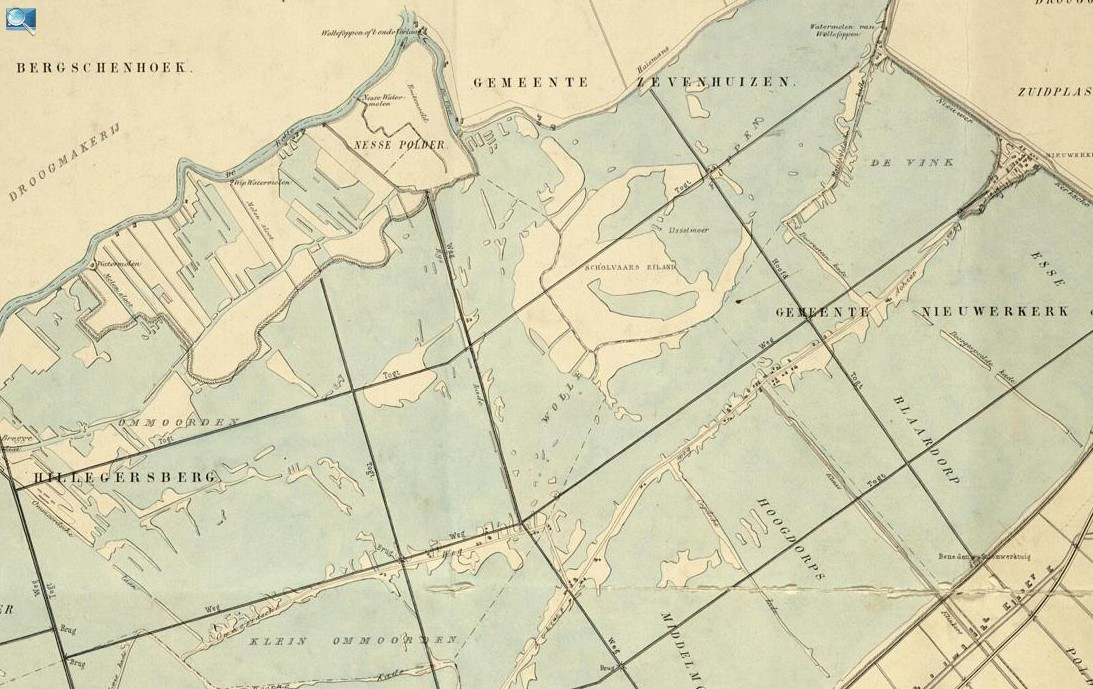
1859, detail
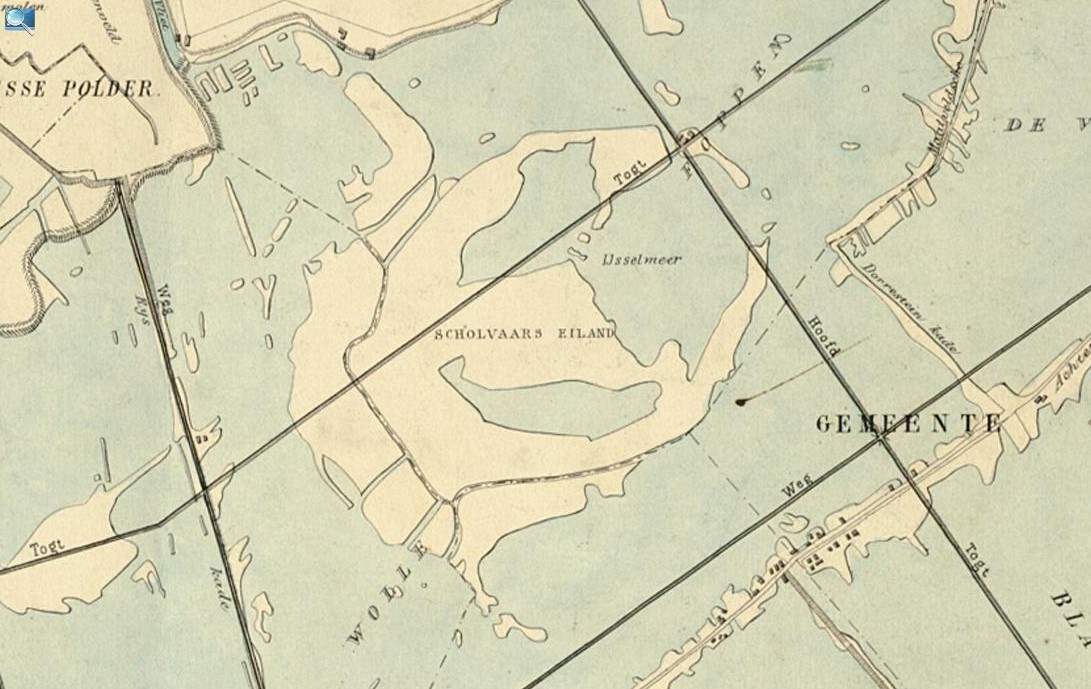
1859, detail

Op de overzichtskaart is goed te zien dat het hele gebied tussen Rotterdam en Gouda inmiddels een groot meer is, met hier en daar een paar kleine kaden en wat eilandjes, waaronder het Scholvaarseiland. De detailafbeelding toont dat de naam “IJsselmeer” in die tijd nog steeds bestaat: het is nu de naam voor de hoefijzervormigde lagune, die gevormd wordt door de onvolledige restanten van de oude bekading van het meertje.
(op de overzichtskaart is rechtsboven te zien dat de Zuidplas rond die tijd al is ingepolderd)

## Vogeleiland
Het veengebied in de omgeving van Gouda kende een aantal fameuze moerasbossen met vogelkolonies. Het oudst bekende is het Goudse bos. Dat wordt in veertiende-eeuwse documenten genoemd. Het lag ten westen van Gouda, tussen de Gouwe en de Hollandse IJssel, van Moordrecht tot Waddinxveen. Rekeningen uit 1359 en 1361 spreken van de verkoop van jonge vogels die werden gegeten: blauwe reigers, kwakken, lepelaars, “witte reyghers” en “witvogels”. Hoe en wanneer het bos verdween is niet bekend.
In 1472 wordt het Zevenhuizense bos genoemd. Dat lag bij Zevenhuizen, westelijk van het Goudse bos. Het was slechts 26 ha. groot, maar zeer vermaard.
In de 17e eeuw werd het genoemd in verscheidene reis- en plaatsbeschrijvingen.
Er broedden veel reigers, kwakken, lepelaars en aalscholvers. Ze vormden een bezienswaardigheid.
Het Zevenhuizense bos verdween ook. Het is niet duidelijk of het vóór of na 1700 “is weggeraeckt en de grond sedert genoegzaam geheel en al weggeveent”.
Volgens een kaart uit het midden van de 18e eeuw is het door vervening opgegaan in een grote plas, die later is drooggelegd.
Het Schollevaarseiland is bekend geworden doordat de predikant en ornitholoog Cornelius Nozeman (1721 - 1786) erover heeft geschreven. Nozeman loofde een beloning uit om erachter te komen waar de vogels van het verdwenen Zevenhuizense bos gebleven waren. Het bleek dat ze zich gevestigd hadden in de plassen van Schieland.
Nozeman heeft over het Schollevaarseiland geschreven in zijn Nederlandse vogelen; volgens hunne huishouding, aert en eigenschappen. Zijn verbazing is groot als hij het eiland in een roeiboot nadert. Het is “zoo groot en beschouwenswaardig, als ik ooit eenig in onze Provincie ontmoet heb. Om het te zien zou zig een liefhebber dier Natuurlijke Historie geene moeite beklagen, al moet hij er ettelijke mijlen ver om reizen.” Hij meende “dat alle Scholvers van Holland sedert de laetste twintig jaeren uit dit eene kweekschool voor den dag” kwamen. “Immers, de hoeveelheid van op de naechten grond aengelegde en bezette nesten met die van Reigeren door een welke eik ter zelfder tijd aenschouwde, was onnoemelijk, en zelfs niet bij gissing te begrooten. Geheele wolken of digte zwermen van Scholvers en Reigers gingen bij mijne aennadering op: docht Eijeren hebbende, keerden zij nae weinige minuten weder op hunne nesten. De lepelaers, welken ik hier mede broedende vond, maekten verre weg den kleinsten hoop uit.”.
In de 19e eeuw gaat het met de kolonie op het Schollevaarseiland bergafwaarts. In 1864 bezocht professor Harting met een aantal studenten en leden van een natuurhistorisch genootschap het gebied. Van de pachter van het eiland, die eieren en jonge vogels van het eiland verzamelde en verkocht, hoorden ze dat het eiland allang niet meer was, zoals hij het zich uit zijn jeugd herinnerde. De aalscholvers waren bijvoorbeeld al sinds drie jaar verdwenen. Ze troffen nog wel blauwe reigers, kwakken, woudaapjes en lepelaars aan.

## Voetnoten
1. ↑  Alleen qua naam een voorganger van het IJsselmeer dat ontstond toen de Zuiderzee door de Afsluitdijk van de zee werd afgesloten.
2. ↑  Informatie over de voorgeschiedenis van de Rotterdamse wijk Zevenkamp[dode link]
3. ↑  De gehele reeks kaarten (uitgezonderd blad 13) is te vinden op archieven.nl. Gebruik de zoekfunctie met “Floris Balthasars”.
4. ↑  De gehele reeks kaarten is te vinden op archieven.nl. Gebruik de zoekfunctie met “Jan Stampioen”.
5. ↑  De kaart is te vinden op de
website van www.geschiedenisvanzuidholland.nl
en op archieven.nl. Gebruik de zoekfunctie met “Isaak Tirion” op archieven.nl voor de annotatie etc.
6. ↑  De kaart is te vinden op archieven.nl. Gebruik de zoekfunctie met “Brillenburg” op archieven.nl voor de annotatie etc.
7. ↑  De kaart is te vinden op archieven.nl. Gebruik de zoekfunctie met “Beijerinck Schieland 1859” op archieven.nl voor de annotatie etc.
8. ↑  Vera 1988, p. 76
9. ↑  Het boek heette voluit Nederlandsche vogelen; volgens hunne huishouding, aert en eigenschappen, beschreven door Cornelius Nozeman, leeraer der Remonstranten, en mededirecteur van 't Bataefsch Genootschap der Proefondervindelijke Wijsbegeerte te Rotterdam en verscheen ….
10. ↑  geciteerd bij Vera 1988, p. 77
11. ↑  Vera 1988, p. 77/8